# كوبر هوكابي
كوبر هوكابي (بالإنجليزية: Cooper Huckabee)‏ مواليد 8 مايو 1951 في موبيل، الولايات المتحدة، هو ممثل أمريكي بدأ مسيرته الفنية سنة 1976.

## الأعمال
- دالاس (1977) (بدور: بايتون)
- بيت صغير على المرج (1983)
- دم حقيقي (2010)
- جانغو الحر (2012)
- عقول إجرامية (2013) (بدور: راؤول لالن)

## روابط خارجية
- كوبر هوكابي على موقع IMDb (الإنجليزية)
- كوبر هوكابي على موقع ألو سيني (الفرنسية)
- كوبر هوكابي على موقع أول موفي (الإنجليزية)
- كوبر هوكابي على موقع قاعدة بيانات الأفلام السويدية (السويدية)
- كوبر هوكابي على موقع قاعدة بيانات الفيلم (الإنجليزية)
- كوبر هوكابي على موقع كينوبويسك (الروسية)